# 嗜油菌科
嗜油菌科（学名：Oleiphilaceae）為海洋螺菌目的一科细菌。此科的模式属为嗜油菌属(Oleiphilus)。

## 属
- 嗜油菌属 Oleiphilus Golyshin et al. 2002